# Alexandre Koyré
 Alexandre Koyré  (Taganrog, Rússia, 29 d'agost de 1892 - París, 28 d'abril de 1964,) va ser un filòsof i historiador de la ciència francès d'origen rus. El seu nom originari rus era Aleksandr Vladímirovitx Koiranski (Алексндр Владимирович Койранский).

## Trajectòria
Alexandre Koyré va sortir de Rússia molt aviat, el 1898. La seva formació inicial va tenir lloc Alemanya; assistir als cursos de filosofia d'Edmund Husserl i del matemàtic David Hilbert a Göttingen. Després es va traslladar a París per estudiar història de la filosofia. Al concloure aquesta etapa va exercir com a professor a París, Montpeller i el Caire.
Al declarar-se la Segona Guerra, va ser enviat als Estats Units per de Gaulle. Claude Lévi-Strauss va conèixer decisivament el lingüista Roman Jakobson, a l'exili novaiorquès, gràcies a Koyré, que com ells era de família jueva. Finalitzada la guerra, Koyré va donar cursos a diverses universitats dels Estats Units, però aquests semestres americanes s'alternaven amb el seu treball continu en centres d'estudis avançats a París. De fet, a la capital francesa s'han publicat el seu  Jacob Boehme  i els seus llibres capitals d'història de la ciència (Gallimard, Hermann), i avui la gran institució parisenca superior d'Història de la ciència porta el seu nom.
Els seus treballs d'epistemologia i d'història de la ciència se centren principalment en Galileu, així com en la cosmologia dels segles xvi i xvii. Va veure en el naixement de la física moderna del segle xvii una «revolució científica», i el seu treball va culminar amb el seu estudi en Isaac Newton. Aquesta expressió és característica de la concepció discontinus de la història de les ciències que va compartir amb Gaston Bachelard. Passant del "món tancat" de la cosmologia aristotèlica a la teoria d'un «univers infinit", això va suposar una transformació radical de les bases metafísiques sobre les quals descansa la física.
La seva obra ha guiat als principals historiadors de la ciència, després de la Segona Guerra Mundial: en l'àmbit anglosaxó, a A. R. Hall, M. Boas Hall, E. Grant, T.S. Kuhn, R.S. Westfall o I.B. Cohen, a França, a la generació que començava a publicar per als seixanta, però també a la següent, incloent-hi els filòsofs.
Segons escrivia en un currículum vitae, de 1951, Koyré sempre havia estat inspirat per la consciència «de la unitat del pensament humà, particularment en les seves formes més elevades». Potser és aquesta convicció la que li permet lluitar contra tot excés positivista: la seva preparació filosòfica i cultural presta als seus llibres una solidesa i una riquesa que els fa perdurables.

## Cronologia
- 1892: neix a Taganrog, (Rússia), el 29 d'agost.
- 1908-1909: estudia a Göttingen (Husserl, Hilbert), seguint els treballs de l'anomenat  Cercle de Göttingen .
- 1912-1913: estudia a París, assisteix als cursos d'Henri Bergson al Col·legi de França.
- 1914: s'allista en l'exèrcit francès, després d'haver passat dos anys en un regiment rus.
- 1917: se situa al costat del Tsar, després, opta per la revolució soviètica.
- 1920: de tornada a França, prepara la seva primera tesi.
- 1922: obté el seu diploma superior, amb una tesi sobre la idea de Déu en Descartes.
- 1929: tesi doctoral:  La filosofia de Jacob Boehme .
- 1931: segueixen les seves investigacions filosòfiques.
- 1934: tradueix a Nicolau Copèrnic.
- 1940: publica els  Estudis sobre Galileu .
- 1945: publica  Introducció a la lectura de Plató .
- 1946: estudia a Princeton.
- 1950: publica sobre Filosofia russa.
- 1951: rebuig sorprenent de la seva candidatura al Col·legi de França.
- 1952: nomenat a l'Acadèmia Internacional d'Història de les Ciències.
- 1955: publica els seus treballs sobre un grup de místics alemanys.
- 1956: membre de l'Institut d'Estudis Avançats de la Universitat de Princeton.
- 1957: publica  Del món tancat a l'Univers infinit .
- 1961: publica  La revolució astronòmica .
- 1964: mor a París, el 28 d'abril.
- 1965:  Estudis newtonians , pòstuma.

## Obres traduïdes
- Introducció a la lectura de Plató , Madrid, Alianza, 1966.
- "Les ciències exactes", en R. Taton (ed.),  Història general de les ciències. La ciència moderna , Barcelona, Destino, 1971, pp. 22-121.
- Estudis galileans , Madrid, Siglo XXI, 1990.
- Estudis d'història del pensament científic , Madrid, Siglo XXI, 1990.
- Místics, espirituals i alquimistes del segle xvi alemany , Madrid, Akal, 1981.
- Del món tancat a l'univers infinit , Madrid, Siglo XXI, 2000).
- Pensar la ciència , Barcelona, Paidós, 1994.